# Konrad Blažek
Konrad Blažek (auch Konrad Blaźek oder Conrad Blazek; * 13. Dezember 1839 in Hennerwitz, Landkreis Leobschütz, Provinz Schlesien; † 3. Juli 1903 in Bladowitz, Mähren) war ein deutscher Genealoge und Heraldiker.

## Leben
In Bladowitz war er Pfarrer.
Mit dem Heraldiker Heinrich Kadich von Pferd und dem Heraldiker George Adalbert von Mülverstedt verband ihn eine gemeinsame Arbeit am Neuen Siebmacher. Er bearbeitete als Mitarbeiter an diesem Buch drei Bände.

## Werke
- Der Adel von Österreich-Schlesien (= J. Siebmacher’s grosses und allgemeines Wappenbuch. Vierten Bandes elfte Abtheilung). Bauer & Raspe, Nürnberg 1885 (online beim GDZ).
- Der abgestorbene Adel der preussischen Provinz Schlesien und der Oberlausitz (= J. Siebmacher’s grosses und allgemeines Wappenbuch. Sechsten Bandes achte Abtheilung).
  - Teil 1, Nürnberg 1887 (online auf sbc.org.pl).
  - Teil 2, Nürnberg 1890 (online auf sbc.org.pl).
  - Teil 3, Nürnberg 1894 (online auf sbc.org.pl).
- Der mährische Adel (= J. Siebmacher’s grosses und allgemeines Wappenbuch. Vierten Bandes zehnte Abtheilung). Bauer & Raspe, Nürnberg 1899, in Zusammenarbeit mit Kadich (online beim GDZ).
- Die Wappen des schlesischen Adels. Verlag Bauer & Raspe, Neuauflage 1977, ISBN 3-87947-017-0 (schlesische Wappen 613 Seiten und 386 Tafeln).
- Die Wappen der deutschen Landesfürsten. In Zusammenarbeit mit Mülverstedt.
- Die Wappen des preussischen Adels. In Zusammenarbeit mit Mülverstedt.